# Vila Chã de Ourique
Vila Chã de Ourique é uma vila portuguesa sede da freguesia de Vila Chã de Ourique do município de Cartaxo, localizada na província histórica do Ribatejo e no distrito de Santarém. A freguesia tem 33,22 km² de área e 2469 habitantes (censo de 2021), tendo, por isso, uma densidade populacional de 74,3 hab./km².
A sede da freguesia e principal povoação, Vila Chã de Ourique, foi elevada à categoria de vila em 1997.
Esta região é marco de grande importância vinícola para o Ribatejo onde se produz também o Vinho do Cartaxo.

## História
A 27 de agosto de 1907 foi desanexada da freguesia do Cartaxo, e por ordem canónica foi-lhe apadrinhada com o santo padroeiro, Senhor Jesus dos Aflitos, tendo recebido o nome de Chãs de Ouro ou Casal do Ouro. Em 1926 foi-lhe fixado o nome de Vila Chã de Ourique  .
Esta povoação é apontada por algumas fontes como o local onde se terá travado a Batalha de Ourique, embora a maioria dos historiadores acredite que essa peleja se deu na vila de Ourique, localizada no Alentejo.
Conhecida pela produção de vinho artesanal, todos os anos é visitada pela famosa confraria agrobeta, que avaliza o vinho novo e é recebida com admiração pela população local.
A freguesia foi criada pelo decreto de 06/07/1907, com a designação de Casal do Ouro, sendo constituída com lugares desanexados da freguesia do Cartaxo (S. João Baptista). Pelo decreto nº 12.229, de 31/08/1926, foi-lhe dada a atual denominação.

## Demografia
A população registada nos censos foi:
| Distribuição da População por Grupos Etários | Distribuição da População por Grupos Etários | Distribuição da População por Grupos Etários | Distribuição da População por Grupos Etários | Distribuição da População por Grupos Etários |
| -------------------------------------------- | -------------------------------------------- | -------------------------------------------- | -------------------------------------------- | -------------------------------------------- |
| Ano                                          | 0-14 Anos                                    | 15-24 Anos                                   | 25-64 Anos                                   | > 65 Anos                                    |
| 2001                                         | 424                                          | 401                                          | 1608                                         | 515                                          |
| 2011                                         | 391                                          | 287                                          | 1506                                         | 587                                          |
| 2021                                         | 275                                          | 258                                          | 1269                                         | 667                                          |

## Património
- Palácio dos Chavões
- Monumento alusivo à Batalha de Ourique - Vila Chã de Ourique: Situado na praça por trás da Igreja matriz, este monumento é alusivo à Batalha de Ourique, entre D. Afonso Henriques e os Muçulmanos em 1139;[8]
- Igreja Matriz (século XVIII)
- Quinta da Fonte Bela
- Quinta da Amoreira